# Vattensork
Vattensork (Arvicola amphibius) är en art i underfamiljen sorkar.

## Utseende
Vattensorken blir 14,5 till 18,5 centimeter lång (huvud och bål) och till detta kommer en 9 till 11 centimeter lång svans. Den väger mellan 130 och 270 gram. Färgen varierar på ovansidan mellan olika nyanser av brun till svart. Svansen är täckt av korta styva mörkbruna hår. Vattensorken har en jämförelsevis kort nos. De mörka ögonen är små och öronen är nästan helt gömda i pälsen. Undersidan är oftast ljusare i ljusgrått med inslag av silver eller gul.
Vattensorken kan av lekman förväxlas med råttan. Ännu vanligare är sammanblandningar med Arvicola scherman. Hos vattensorken förekommer en mjuk och tät underull samt ganska grova täckhår. Hos Arvicola scherman är däremot hela pälsen mjukare. Dessutom är vattensorkens framtänder inte lika framåtriktade.

## Utbredning och systematik
Dess utbredning sträcker sig över stora delar av Eurasien. Utbredningsområdet sträcker sig från Storbritannien till Lenafloden i Sibirien. I Europa saknas den bara i Irland, sydvästra Frankrike, centrala och södra Spanien, i Portugal och södra Grekland. Längre österut sträcker sig utbredningsområdet från polcirkeln i norr till Bajkalsjön, norra Aralsjön samt norra Iran och Mellanöstern.
För några populationer i Europas bergstrakter som beskrevs i äldre källor kan en förväxling med Arvicola scherman föreligga.
Carl von Linné beskrev 1758, på samma sida i den tionde upplagan av Systema naturae en amphibius och en terrestris. Idag är absoluta merparten auktoriteter överens om att dessa båda taxon är synonyma, det vill säga att det är samma art. På grund av att amphibius beskrivs överst på sidan så har det vetenskapliga artepitetet prioritet över terrestris.
Arten delas upp i flera underarter. Tidigare betraktades Arvicola sapidus, som lever i sydvästra Frankrike och på Iberiska halvön som underart till vattensork, men populationen klassificeras idag som självständig art.

### Förekomst i Sverige

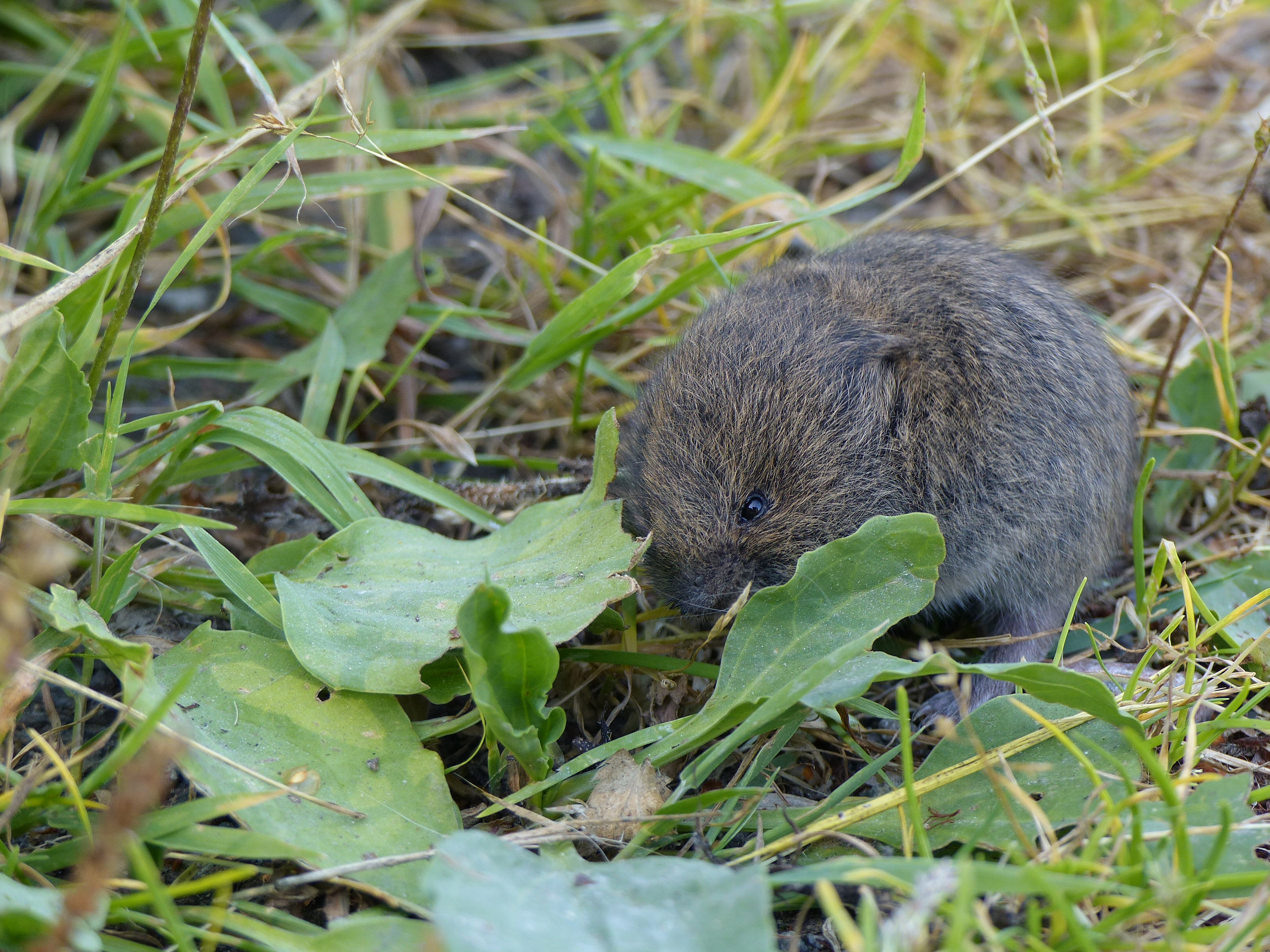
Vattensork i Sverige

I Sverige förekommer den över hela landet med undantag av Gotland och populationen kategoriseras som ej hotad. Den är större än andra sorkar i Sverige.

## Ekologi

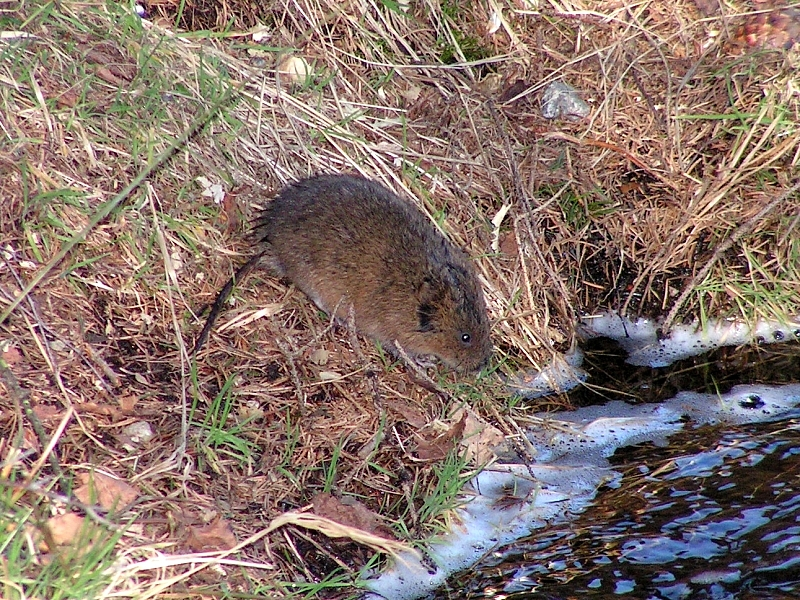
En vattensork i tyska Erzgebirge.

Vattensorken lever i närheten av vattensamlingar som bäckar, åar, diken och våtmarker. När vatten finns kan den leva på ängar, i fruktplanteringar, i trädgårdar och vid skogskanter eller i andra habitat. I bergstrakter förekommer den upp till 3 210 meter över havet.
Vattensorken kan vara aktiv under olika tider, men den syns oftast under skymningen eller gryningen. Ibland bildar den stora kolonier som har en komplex social struktur, men det gäller inte alla vattensorkar. Hos andra populationer av vattensork har varje individ ett eget revir som markeras med avföring. Dessa markeringar är ett kännetecken för arten och används för att uppskatta populationens storlek i ett visst område. I deras tunnelsystem ingår vanligen ett större förrådsrum och en eller två grottor där sorkarna vilar. Vattensorken kastar ofta upp stora jordhögar, så att den inte sällan förväxlas med mullvaden. Gångarna i tunnelsystemet har en oval form i motsats till mullvadens gångar, som har ett cirkelformigt tvärsnitt. Vattensorken håller ingen vinterdvala.
Tunnlarna ligger sällan djupare än en meter under markytan. 
Arten har god sim- och dykförmåga. Det finns både populationer som oftast vistas i vatten och andra populationer som vanligen stannar på land. De förstnämnda skapar oftast bon som har ingången under vattenytan.
Artens naturliga fiender är bland annat flodiller, uttrar, kärrhökar, hägrar, gäddor och ormvråk. I områden där minken blev introducerad kan den påverka vattensorkens bestånd negativt.

### Föda
Dess föda består främst av rötter och andra växtdelar och den föredrar nya rötter. Den tar också insekter samt små blötdjur och små fiskar. För att överleva vinterhalvåret skapar den större matförråd. Vanligen samlar den bitar av rötter samt gräs som lagras i speciella kammare i boet. Däremot fortsätter vattensorken med födosök i området kring boet under den kalla årstiden.
Ofta äter vattensorken varje dag föda som motsvarar 80 procent av individens vikt.

### Fortplantning
Före parningstiden markerar honorna sina revir med hjälp av avföring och doftämnen.
Fortplantningen sker från våren till hösten och honor har två till fyra kullar under tiden. Efter dräktigheten, som varar i cirka tre veckor, föder honan oftast fyra till sex ungar per kull. Ungarna föds blinda och hjälplösa med en vikt av cirka 5 g. De har en snabb utveckling och diar sin mor i 14 till 21 dagar. Några honor som föds tidigt under året kan bli könsmogna efter fem veckor och ha en egen kull under sensommaren. Fadern kan hjälpa vid ungarnas uppfostring men för merparten är honan ansvarig. Arten lever i naturen sällan längre än ett år. Exemplar i fångenskap blev upp till fem år gamla.

## Vattensorken och människan

### Som skadedjur
Vattensorken är känd som skadedjur för jordbruket då den förstör rötter av frukt-, löv- eller barrträd, och skadar grönsaker som morot och sparris. Effekten blir större där bestånden av artens naturliga predatorer som rävar, vesslor, ugglor och rovfåglar minskar.
Skador undviks främst med hjälp av en skyddsbarriär kring växten. Ibland bekämpas sorken med gift eller gas.

### Status och hot
Vid gynnsamma förhållanden kan vattensorkens bestånd ibland öka explosionsartat. I Storbritannien minskade däremot vattensorkens population efter att minken blev införd på ön och därför startade regeringen ett skyddsprogram som ska rädda den brittiska populationen. Den globala populationen bedöms inte som hotad och kategoriseras som livskraftig (LC) av IUCN.

### I kulturen
En vattensork är en av huvudfigurerna i boken Det susar i säven av Kenneth Grahame.

### Bygdemål
| Namn     | Trakt       | Anteckning                                                   | Referens |
| -------- | ----------- | ------------------------------------------------------------ | -------- |
| Päråwann | Pite älvdal | Samma namn har även använts för åkersork (Microtus agrestis) | [ 13 ]   |

"Vassvang" är det dialektala namnet på vattensork i västra Värmland